# Hrodiwka
Hrodiwka (ukrainisch Гродівка; russisch Гродовка/Grodowka) ist eine Siedlung städtischen Typs in der ukrainischen Oblast Donezk.

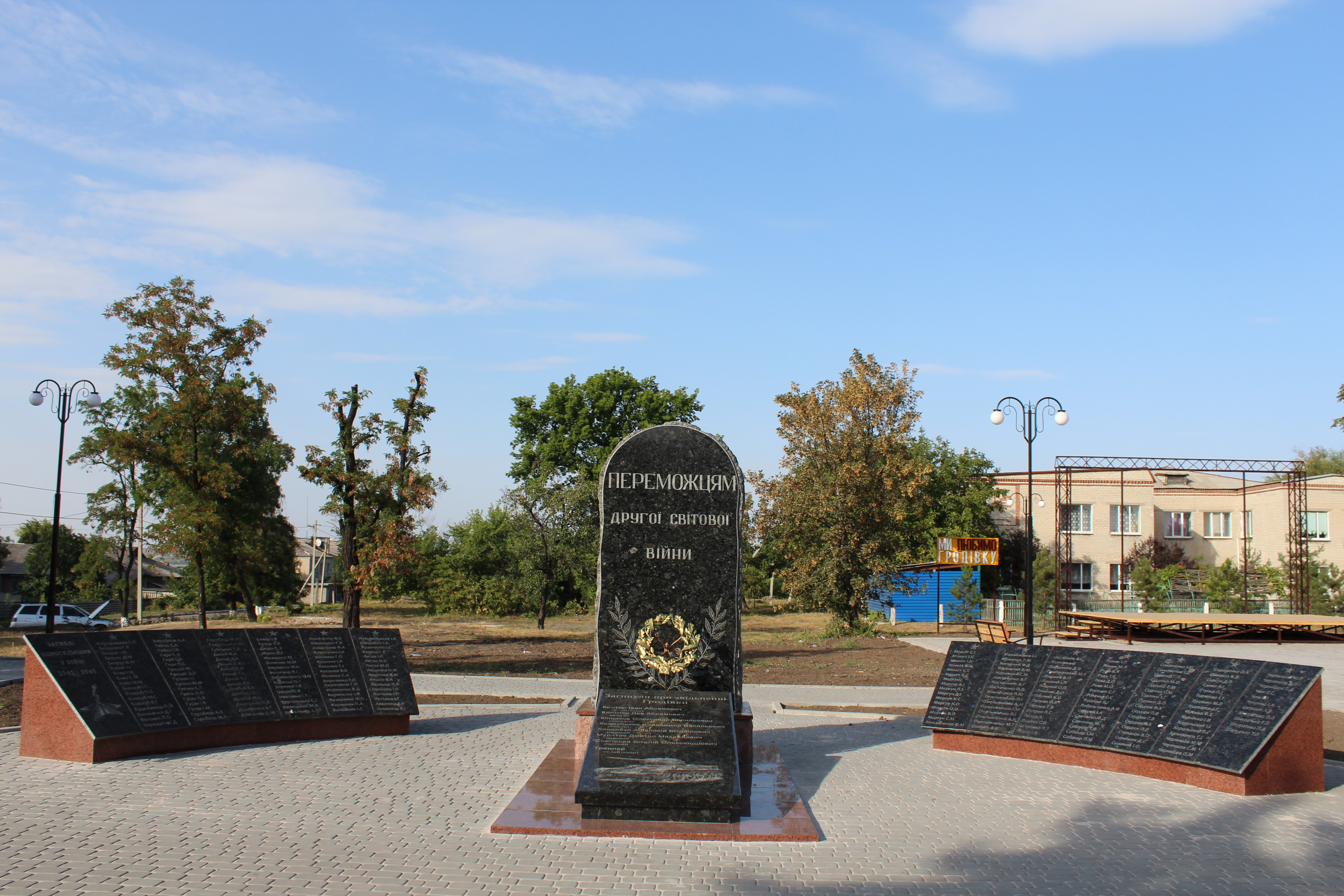
Denkmal im Ort

Hrodiwka ist ein Nachbarort von Myrnohrad und liegt am Fluss Schurawka (Журавка) westlich der Quelle des Kasennyj Torez, einem rechten Nebenfluss des Siwerskyj Donez, 48 Kilometer nordwestlich vom Oblastzentrum Donezk und 17 Kilometer östlich vom Rajonzentrum Pokrowsk. Durch die Ortschaft verläuft die Territorialstraße T–05–11.
Der Ort wurde in den 1770er Jahren gegründet, die ersten Siedler waren freigelassene Leibeigene. 1939 wurde südlich des Ortes eine Arbeitersiedlung für ein Kohlebergwerk errichtet, diese bekam den Namen Nowohrodiwka.
Seit 1956 besitzt die Ortschaft den Status einer Siedlung städtischen Typs.
Während der Kämpfe im Verlauf des Ukrainekrieges kam es im Winter 2015 zu mehreren Raketenangriffen auf den Ort. Im weiteren Kriegsverlauf wurde Hrodiwka im Oktober 2024 von russischen Truppen besetzt.

## Verwaltungsgliederung
Am 12. Juni 2020 wurde die Siedlung zum Zentrum der neugegründeten Siedlungsgemeinde Hrodiwka (Гродівська селищна громада/Hrodiwska selyschtschna hromada). Zu dieser zählen auch die Siedlung städtischen Typs Nowoekonomitschne, die 29 in der untenstehenden Tabelle aufgelisteten Dörfer sowie die Ansiedlung Losuwatske, bis dahin bildete sie zusammen mit den Dörfern Krasnyj Jar, Krutyj Jar, Mykolajiwka, Moskowske, Promin und Schurawka die gleichnamige Siedlungsratsgemeinde Hrodiwka (Гродівська селищна рада/Hrodiwska selyschtschna rada) im Osten des Rajons Pokrowsk.
Folgende Orte sind neben dem Hauptort Hrodiwka Teil der Gemeinde:
| Name                     | Name              | Name                                      |
| ukrainisch transkribiert | ukrainisch        | russisch                                  |
| ------------------------ | ----------------- | ----------------------------------------- |
| Balahan                  | Балаган           | Балаган (Balagan)                         |
| Baraniwka                | Баранівка         | Барановка (Baranowka)                     |
| Fedoriwka                | Федорівка         | Фёдоровка (Fjodorowka)                    |
| Iwaniwka                 | Іванівка          | Ивановка (Iwanowka)                       |
| Jelysawetiwka            | Єлизаветівка      | Елизаветовка (Jelisawetowka)              |
| Jewheniwka               | Євгенівка         | Евгеновка (Jewgenowka)                    |
| Krasnyj Jar              | Красний Яр        | Красный Яр (Krasny Jar)                   |
| Krutyj Jar               | Крутий Яр         | Крутой Яр (Krutoi Jar)                    |
| Losuwatske               | Лозуватське       | Лозоватское (Losowatskoje)                |
| Lyssytschne              | Лисичне           | Лисичное (Lissitschnoje)                  |
| Malyniwka                | Малинівка         | Малиновка (Malinowka)                     |
| Moskowske                | Московське        | Московское (Moskowskoje)                  |
| Mychajliwka              | Михайлівка        | Михайловка (Michailowka)                  |
| Mykolajiwka              | Миколаївка        | Николаевка (Nikolajewka)                  |
| Mykolajiwka              | Миколаївка        | Николаевка (Nikolajewka)                  |
| Myrne                    | Мирне             | Мирное (Mirnoje)                          |
| Myroljubiwka             | Миролюбівка       | Миролюбовка (Miroljubowka)                |
| Nowoekonomitschne        | Новоекономічне    | Новоэкономическое (Nowoekonomitscheskoje) |
| Nowooleksandriwka        | Новоолександрівка | Новоалександровка (Nowoalexandrowka)      |
| Nowotorezke              | Новоторецьке      | Новоторецкое (Nowotorezkoje)              |
| Prohres                  | Прогрес           | Прогресс (Progress)                       |
| Promin                   | Промінь           | Проминь (Promin)                          |
| Rasine                   | Разіне            | Разино (Rasino)                           |
| Schewtschenko Persche    | Шевченко Перше    | Шевченко Первое (Schewtschenko Perwoje)   |
| Schurawka                | Журавка           | Журавка                                   |
| Serhijiwka               | Сергіївка         | Сергеевка (Sergejewka)                    |
| Swyrydoniwka             | Свиридонівка      | Свиридоновка (Swiridonowka)               |
| Tymofijiwka              | Тимофіївка        | Тимофеевка (Timofejewka)                  |
| Wessele                  | Веселе            | Весёлое (Wessjoloje)                      |
| Wosdwyschenka            | Воздвиженка       | Воздвиженка (Wosdwischenka)               |
| Wowtsche                 | Вовче             | Волчье (Woltsche)                         |